# Fast casual

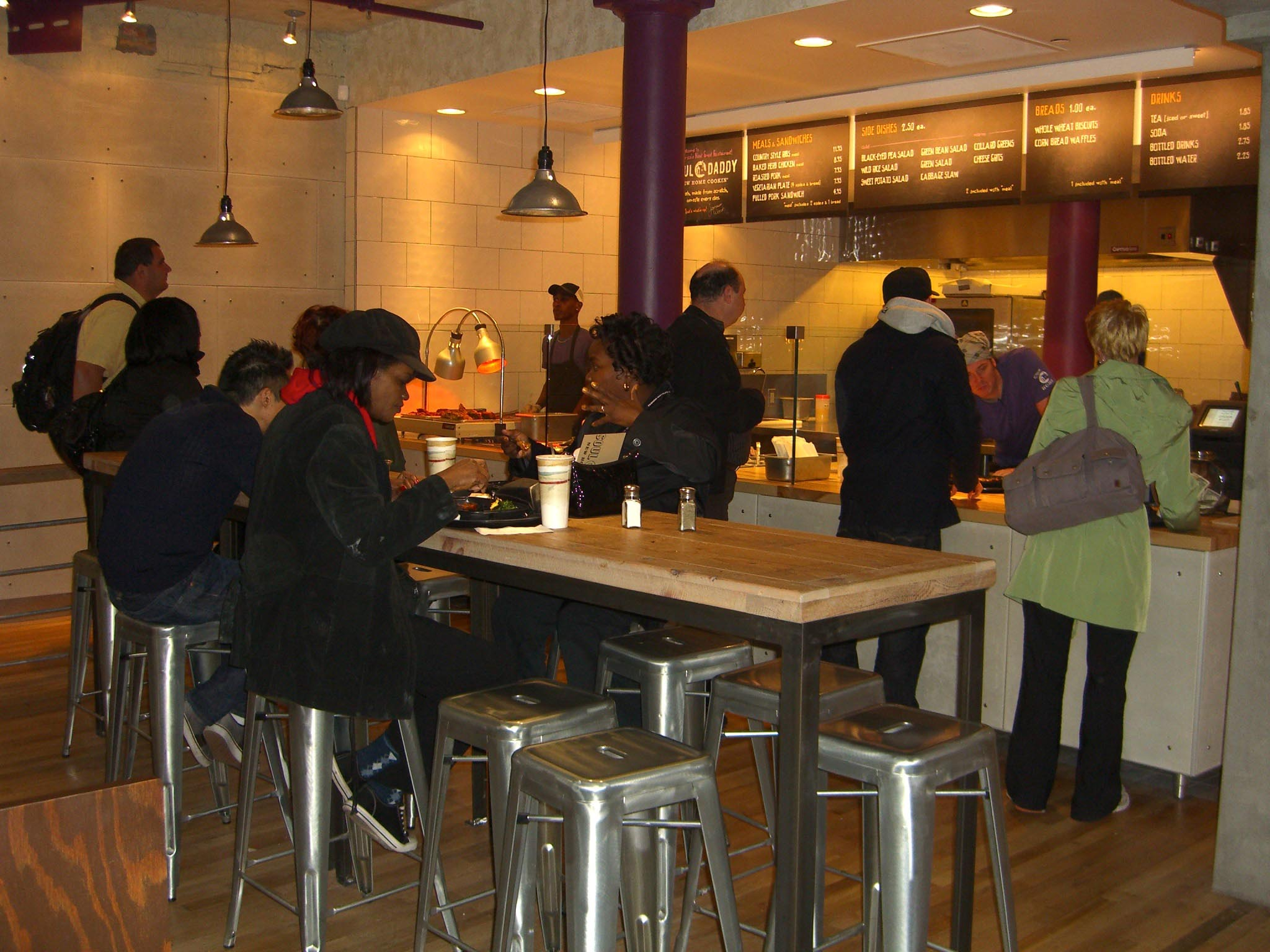
Clientes cenando y haciendo pedidos en una sucursal de la cadena Soul Daddy en Nueva York.

Un restaurante fast casual es un restaurante que no ofrece un servicio de mesa, sino que tiene una oferta de comida de mejor calidad que un restaurante de comida rápida. Es un concepto intermedio entre la comida rápida y la comida casual. Se encuentra principalmente en los Estados Unidos y Canadá. En Canadá, también se conocen con el juego de palabras francofonizado haut-de-gamme.

## Historia
El concepto se originó en los Estados Unidos a principios de la década de 1990, pero no se generalizó hasta finales de la década de 2000 y principios de la de 2010. Durante la recesión económica que comenzó en 2007, la categoría de comidas rápidas e informales experimentó un aumento de las ventas en el grupo demográfico de 18 a 34 años. Los clientes con menor renta familiar disponible, tienden a elegir comidas informales rápidas que se perciben como más saludables.

## Definición
Al editor y fundador de FastCasual.com, Paul Barron, se le atribuye haber acuñado el término "Fast Casual" a finales de la década de 1990. A Horatio Lonsdale-Hands, expresidente y director ejecutivo de ZuZu Inc., también se le atribuye haber acuñado el término "Fast Casual".
ZuZu Handmade Mexican Food, un concepto de comida mexicana cofundado por Lonsdale-Hands y Espartaco Borga en 1989, presentó un registro de marca federal en los Estados Unidos de América, para el término "fast-casual" en noviembre de 1995, lo que llevó a Michael DeLuca a llamar a Lonsdale-Hands un "pionero progresista en el floreciente segmento de mercado de "Fast Casual"" en la edición de julio de 1996 de Restaurant Hospitality.
La empresa Technomic Information Services definió los restaurantes Fast Casual como aquellos que cumplen con los siguientes criterios:
- Formato de autoservicio.
- Precio promedio de comida entre $8 y $15 dólares.
- Comida hecha bajo pedido con más variedad de sabores que en los restaurantes de comida rápida.
- Decoración lujosa, única o más desarrollada.
- La mayoría de las veces no tiene servicio de Drive-in.